# Domitia pilosicollis
Domitia pilosicollis là một loài bọ cánh cứng trong họ Cerambycidae.